# Nehaj-vár
Nehaj-vár (horvátul: Tvrđava Nehaj), vár Horvátországban, Zengg város területén.

## Fekvése
A vár, mely Zengg szimbóluma, a város felett magasodó Trbušnjak-dombon áll.

## Története
A 16. század első felében erősödtek a török támadások, melyek során a város egész környéke elpusztult. Maga Zengg a török által meghódított területekről menekülő lakosság menedékhelye lett. A török hódítás és a velencei terjeszkedés elleni védelem céljából szerveződött meg a kalózkodó uszkókok tengeri flottája, amelynek a város a központja lett. Ezen körülmények szükségessé tették egy modern, erős vár építését, mely a kikötőt is oltalmazza.
Ivan Lenković uszkók kapitány és Herbert Auersperg zenggi kapitány parancsára meg is kezdődött az erőd építése, mely 1558-ra fejeződött be. Az építéshez az anyagot nagyrészt a vár helyén és környékén állt templomok, kolostorok és a város falain kívül álló házak falaiból nyerték. Az erőd építésekor pusztult el a Szent Péter-templom a pálos kolostorral és az ókori épületek maradványaival együtt.
Az erőd oltalmában az uszkókok 17. század elejéig ellenálltak a török hódításnak, de rendszeresen fosztogatták a velencei hajókat is. 1617-ben a Velencei Köztársaság az ellene végrehajtott kalóztámadások megtorlásául elfoglalta az erődöt, az uszkókokat pedig szétkergette.

## A vár mai állapota
Az erőd négyzet alaprajzú; oldalai 23 méter hosszúak, magassága 18 méter. A várba lépcsőkön, egy fahídon és egy szűk, kétrészes kapun át lehet bejutni. A falak vastagsága 2–3,3 méter, felül pártázatosak, rajtuk öt kis saroktorony áll. A falakon a kisebb puskalőréseken kívül tizenegy nagy, ágyúk számára kialakított lőrés biztosítja a védelmet.
Belül, a várudvaron lévő ciszterna káváját három címer díszíti. Balra Lenković kapitányé, középen I. Ferdinánd osztrák császár, Zengg akkori uralkodójáé, míg jobbra Herbert Auersperg zenggi kapitányé látható.
A földszinten a konyha a legénység szállásai és a fegyverraktár vannak. Itt láthatók a 11. századi Szent György-templom feltárt alapfalai. Az első emeleten voltak a tisztek és a várparancsnok szobái. A második emeleten voltak elhelyezve az ágyúállások, tizenegy nehéz ágyúval. Ma itt rendezik a város egyes kulturális eseményeit.
A vár teteje kilátóként szolgál. A várőrség innen belátta a tenger és a szárazföld nagy területeit és füstjelekkel küldte jelzéseit a környező öblökben és szigeteken elhelyezett őrhelyekre. Innen nemcsak a partvidék messzi területeit, hanem a Rab, a Goli, a Prvić, a Cres és a Krk szigeteket, a Hegyvidék az Učka-hegység és a Velebit nagy részét is be lehet látni.
A várban állandó kiállítás tekinthető meg a zenggi uszkókok és a zenggi kapitányság történetéről, egyháztörténeti gyűjteménnyel és a város nemesi címereiből összeállított tárlattal együtt, a városi múzeum igazgatása alatt.

## Galéria
- Ivan Lenković sírköve
- A város látképe a várból